# Sidsel Mørck

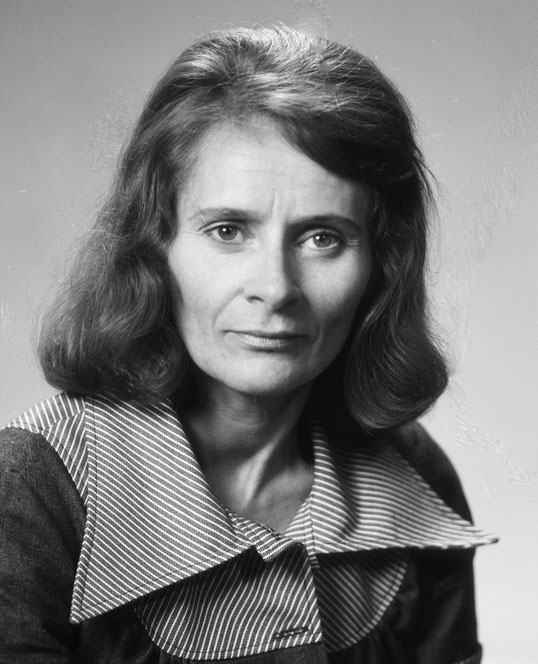
Sidsel Mørck, 1976

Sidsel Mørck (* 28. November 1937 in Oslo; † 5. März 2024 ebenda) war eine norwegische Dichterin, Romanautorin und Kolumnistin. Sie erhielt unter anderem den Fritt Ord Tribute für Beiträge zur Sicherung der Meinungsfreiheit und den Ossietzkyprisen für herausragende Beiträge zur Redefreiheit (nach Carl von Ossietzky).

## Leben
Mørck wurde in Oslo geboren, wuchs aber in Sandefjord an der Skagerrak-Küste auf auf. Zehn Jahre lang, von 1968 bis 1978, lebte sie im Industriegebiet der Norsk Hydro in Porsgrunn, was ihr Engagement für den Umweltschutz weckte.
Ihr Stiefgroßvater, Dimitri Dimitriwitsch Koloboff, den sie kurz „Papa“ nannte, kam 1920 aus Russland nach Norwegen. Seine Flucht ist das Thema von Mørcks 2010 erschienener Biografie Pappa – en russisk flyktning.
Ihr literarisches Debüt gab Mørck 1967 mit dem Gedichtband Et ødselt sekund. Weitere Gedichtbände sind Dager kan vokse (1969), Apropos (1970), Først var det små rom (1971), I forhold til (1973), En mykere morgen (1977), Byliv (1980) und Hver eneste natt (1990).
Zu ihren Sammlungen von Liedern und Gedichten für Kinder gehören Erta, berta sukkererta (1978), Sur og blid-vers (1987), På tvers-vers (1993) und Hit og dit-vers (2002). Insgesamt hat Mørck über 30 Romane, Kurzgeschichten und Gedichtsammlungen für Erwachsene und Kinder veröffentlicht. Als Aktivistin hat sie über 120 Artikel zu sozialen Themen, insbesondere zum Umweltschutz und zur industriellen Umweltverschmutzung, verfasst und eine Reihe von Vorträgen gehalten.
2013 erhielt Mørck den Ossietzky-Preis in Anerkennung ihres starken sozialen Engagements, insbesondere in den Bereichen Frauenfragen, Geschlechterrollen und Umweltschutz. Mørck nahm diese Themen nicht nur in ihre Schriften auf, sondern war auch eine aktive Debattiererin und Kolumnistin. Mørck war Mitglied des Vorstands des Sophie-Preises, eines internationalen Umwelt- und Entwicklungspreises, der von 1998 bis 2013 jährlich verliehen wurde. Weitere Preise, die Mørck für ihr literarisches Werk oder ihren politischen Einsatz erhielt, waren unter anderem das Mads Wiel Nygaards legat, ein Literaturpreis des Aschehoug Verlags (1976), ein Ausbildungsstipendium des Norsk forening for komponister og tekstforfattere (NOPA), der norwegischen Vereinigung von Komponisten und Lieddichtern (1989) und ein internationaler Umweltschutzpreis, der Rachel-Carson-Preis (1991).
Mørck starb 2024 im Alter von 86 Jahren.